# 그라나다멧토끼
그라나다멧토끼 또는 이베리아토끼(Lepus granatensis)는 토끼과에 속하는 포유류의 일종이다. 이베리아반도와 마요르카 섬에서 발견된다.

## 아종
3종의 아종이 알려져 있다.
- L. g. granatensis
- L. g. gallaecius
- L. g. solisi